# 류의손
류의손(柳義孫, 1398년 ~ 1450년)은 조선의 문신이다. 본관은 전주(全州). 자(字)는 효숙(孝叔), 호는 회헌(檜軒) 또는 농암(聾巖)이다.

## 생애
류의손은 성품이 순후(醇厚)하고 근신하여 다른 마음이 없으며, 글을 잘 지었다.
1419년(세종 1) 생원시에 합격하고, 1426년(세종 8) 식년 문과에 동진사로 급제하여 예문관(藝文館)에 들어가, 여러 벼슬을 거쳐 감찰(監察)에 이르렀고, 집현전 수찬(集賢殿修撰)이 되었다. 또 1436년 문과 중시(重試)에 을과로 합격하여 직제학(直提學)에 승진하였다.
세종(世宗)이 그 사람됨을 알아서 발탁하여 승정원 동부승지(同副承旨)를 삼아, 드디어 도승지(都承旨)를 제수하였다. 승정원(承政院)은 기무(機務)가 대단히 바쁜 곳인데, 류의손은 말을 더듬고 결단하는 것이 없었다. 그 때 황수신(黃守身)이 좌승지(左承旨)가 되어 전횡하는 일이 많았으나, 류의손은 조금도 이것을 다투지 아니하였으니, 사람들이 장자(長者)라고 일컬었다.
세종의 대우가 심히 후하여, 류의손은 이조 참판(吏曹參判)에 승진하였으나, 1447년 이조참판으로 있을 때에 동반직(東班職)에 있던 우부승지 김유양(金有讓)의 아들을 잘못 서반직(西班職)에 옮겨놓은 죄로 파직되었다.
얼마되지 아니하여 세종이 근신(近臣)에게 이르기를, "내가 들으니, 류의손(柳義孫)이 장차 행장을 꾸려서 남쪽으로 돌아간다 하니, 마음이 실로 참연(慘然)하다."하고, 곧 행 집현전 부제학(行集賢殿副提學)을 제수하였다.
류의손이 병에 걸려 몸이 매우 수척하자, 세종은 집에서 치료하도록 명하였다. 조금 뒤에 류의손은 예조 참판(禮曹參判)에 제수되었는데, 친상을 당하여 병이 더욱 심해지니, 세종이 고기를 주어 권하였다. 뒤에 안동부(安東府)에 이르러, 부사(府使) 정지담(鄭之澹)이 노루를 잡아 간을 내어 먹게 하였는데, 류의손이 최복(衰服)을 입고, 여러 사람이 앉은 자리에서 이것을 먹어 피가 입술에 흐르니, 보는 사람들이 모두 놀라워하였다.
1450년(문종 즉위년) 졸(卒)할 때 나이 53세였다. 부음(訃音)이 들리니 치조(致弔)하고, 또 치부(致賻)하였는데, 상례보다 더하였다.

## 가족
- 증조부 : 류습(柳濕)
  - 조부 : 류극서(柳克恕)
    - 아버지 : 직제학 류빈(柳濱)

  - 외조부 : 윤방익(尹邦益)
    - 어머니 : 덕산 윤씨(德山尹氏)

## 저서
- 『회헌일고』